# Zöldülőtejű keserűgomba
A zöldülőtejű keserűgomba (Lactifluus glaucescens) a galambgombafélék családjába tartozó, Eurázsiában és Észak-Amerikában honos, lombos erdőkben élő, nem ehető gombafaj. 

## Megjelenése
A zöldülőtejű keserűgomba kalapja 4-11 cm széles. Alakja fiatalon szélesen domború, de hamar laposan kiterül, közepe kissé bemélyedő vagy tölcséres lesz. Felszíne száraz, sima. Színe fehér vagy fehéres, idősen sárgásan vagy barnásan elszíneződhet.   
Húsa vastag, tömör; színe fehér, sérülésre nem változik. Vágásra, törésre bő fehér tejnedvet ereszt, amely lassan (akár több óra alatt) olívzöldre vagy pasztellzöldre színeződik. Szaga nem jellegzetes vagy gyengén gyümölcsös; íze nagyon csípős. 
Igen sűrű lemezei kissé lefutók, gyakran villásan elágaznak. Színük halvány krémszín. 
Tönkje 3-10 cm magas és 1-2 cm vastag. Alakja vaskos, lefelé vékonyodó, belül tömör. Felszíne csupasz. Színe fehér.
Spórapora krémszínű. Spórája szélesen ellipszoid, felszínét lapos szemölcsök és vonalak díszítik, mérete 6-9 x 5-6,5 µm.

### Hasonló fajok
A pelyhes keserűgomba vagy a fehértejű keserűgomba hasonlít hozzá. 

## Elterjedése és termőhelye
Eurázsiában és Észak-Amerikában honos. 
Lomberdőkben él, gyakran tölgy alatt. Nyáron, kora ősszel terem. 

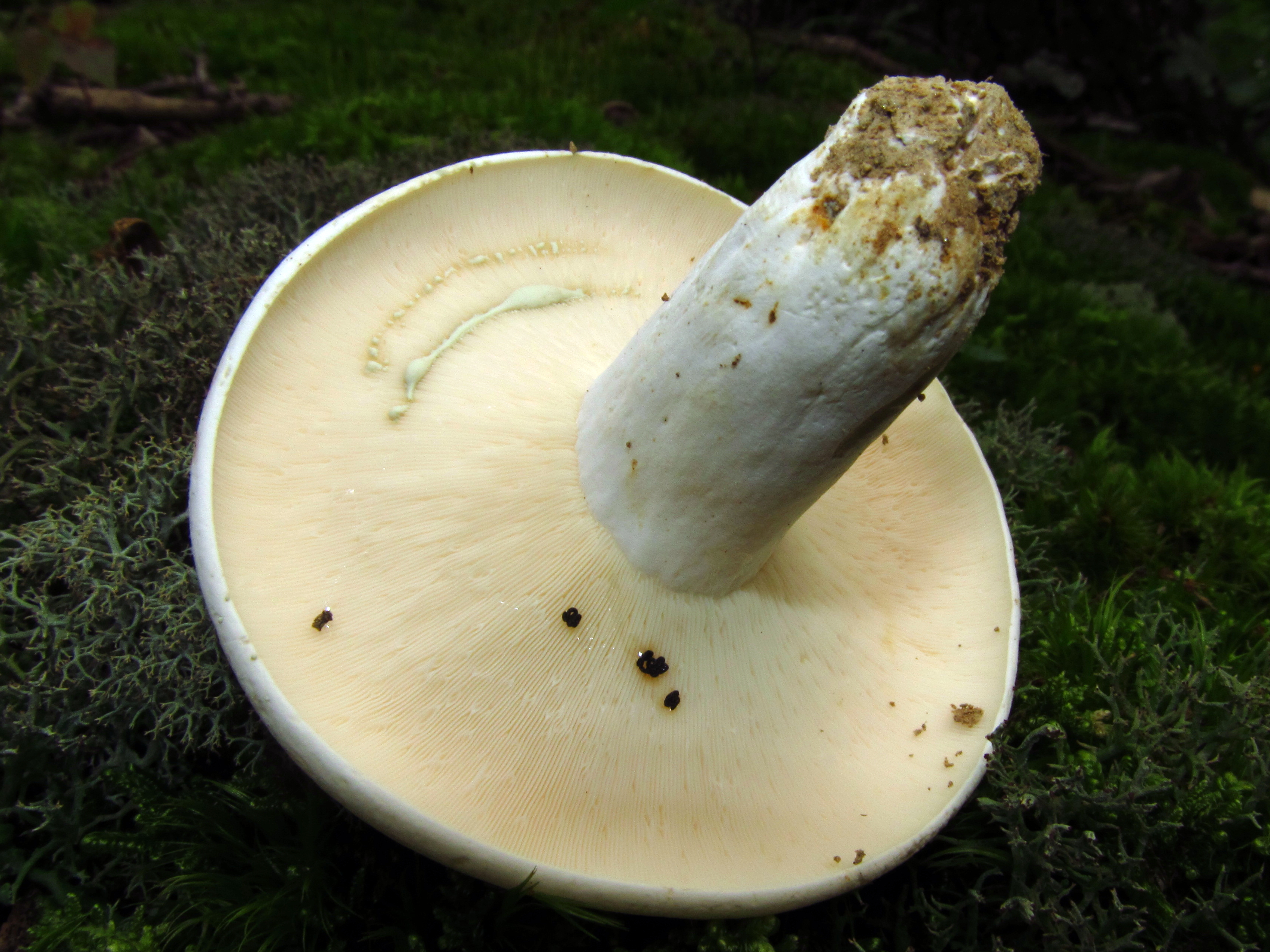
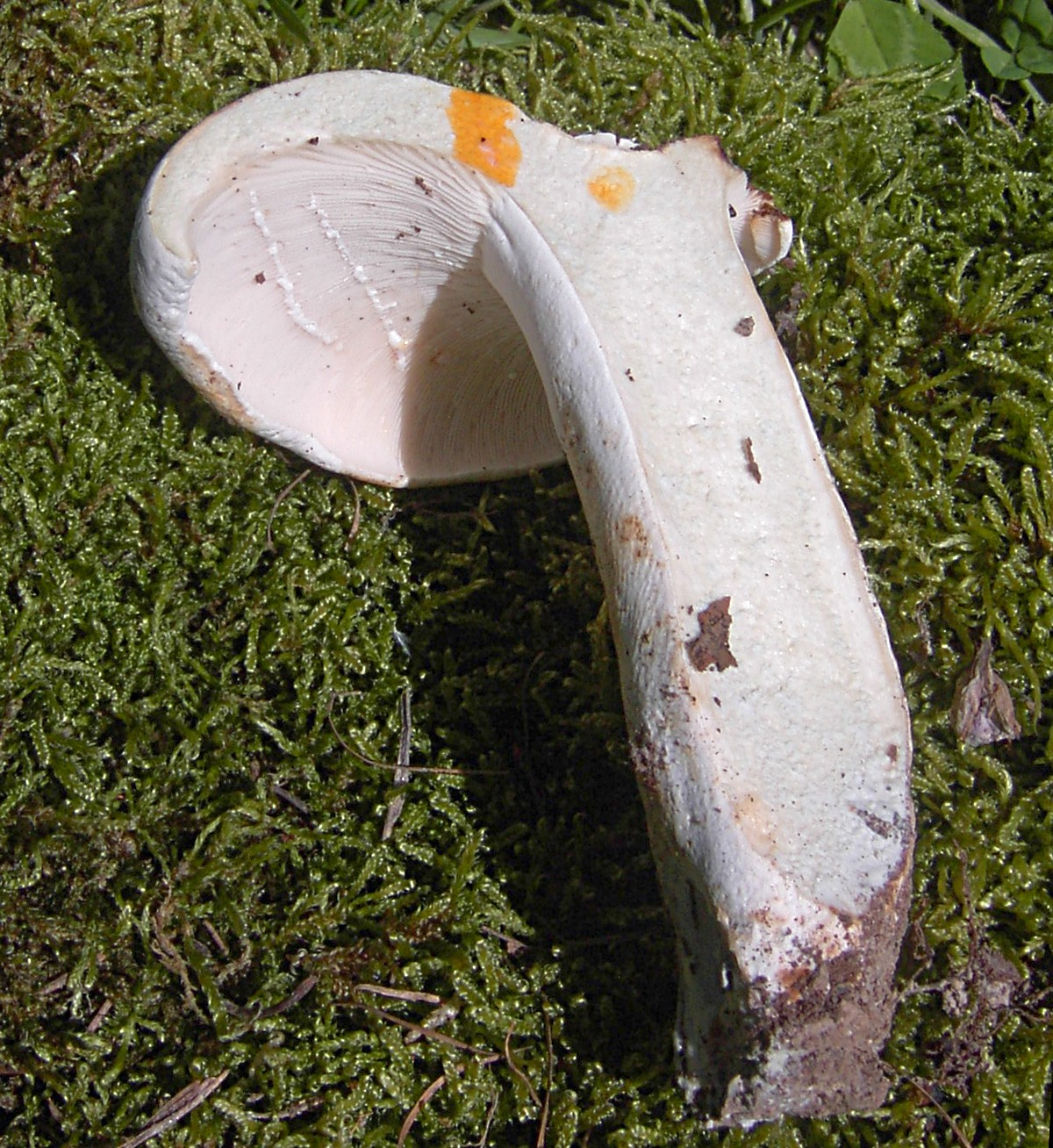

Nem ehető.